# Ablacija
 Ovo je glavno značenje pojma Ablacija. Za druga značenja pogledajte Ablacija (razdvojba).
Ablacija (od lat. ablatio = odnošenje) je uklanjanje materijala s površine nekog objekta. Pojam se susreće u tehnici svemirskih letova, geologiji i medicini.
U geologiji je ablacija proces nestajanja leda ili snijega zbog otapanja, isparavanja, sublimacije, deflacije ili otkidanja ledenih brijegova i santi. U geomorfologiji, otapanje i isparivanje leda s površine ledenjaka.
U tehnici, ablacija je kontinuirano trošenje površinskog sloja materijala s čvrstog tijela koje se nalazi u struji plina vrlo velike brzine, čime se postiže rashladni učinak. Primjenjuje se pri hlađenju reaktorskih komora u nuklearnim reaktorima i hlađenju obloge svemirskih letjelica na povratku u atmosferu.